# نحاسي (لون)
اللون النحاسي هو لون بنّي محمر يشبه لون النحاس الطبيعي، وينسب اسم اللون له.
استخدم اللون النحاسي ضمن أوصاف الألوان في اللغة الإنجليزية منذ سنة 1594.